# Chilevisión
Chilevisión (Kanal 11 Fernsehen), früher auch als Red de Televisión Chilevisión, ist ein chilenischer Fernsehsender, der zu Paramount Global gehört.
Der Sender startete seine Ausstrahlung am 4. November 1960 für den Großraum Santiago als Sender der Universität von Chile. 1993 wurde er an das venezolanische Konglomerat Organización Cisneros verkauft und 2005 erwarb der Geschäftsmann und spätere Präsident Sebastián Piñera den Sender. 2010 nach Amtseinführung von Piñera als Präsident wurde Chilevisión von Turner Latin America (WarnerMedia Latin America) übernommen. Im Zeitraum von 2020 bis 2021 gab WarnerMedia den Sender an Paramount International Networks ab.

## Die wichtigsten Sendungen
- Chilevisión Noticias
- La mañana de Chilevisión
- SQP (Show-Biz)
- Lo que callamos las mujeres
- Primer Plano (1999–) (Show-Biz)
- Buscando a María (2015) (Telenovela)
- La Jueza
- Infieles
- Tolerancia Cero
- Eva Luna
- Caso Cerrado
- Tormenta de Pasiones (2015) (Telenovela)

## Logos

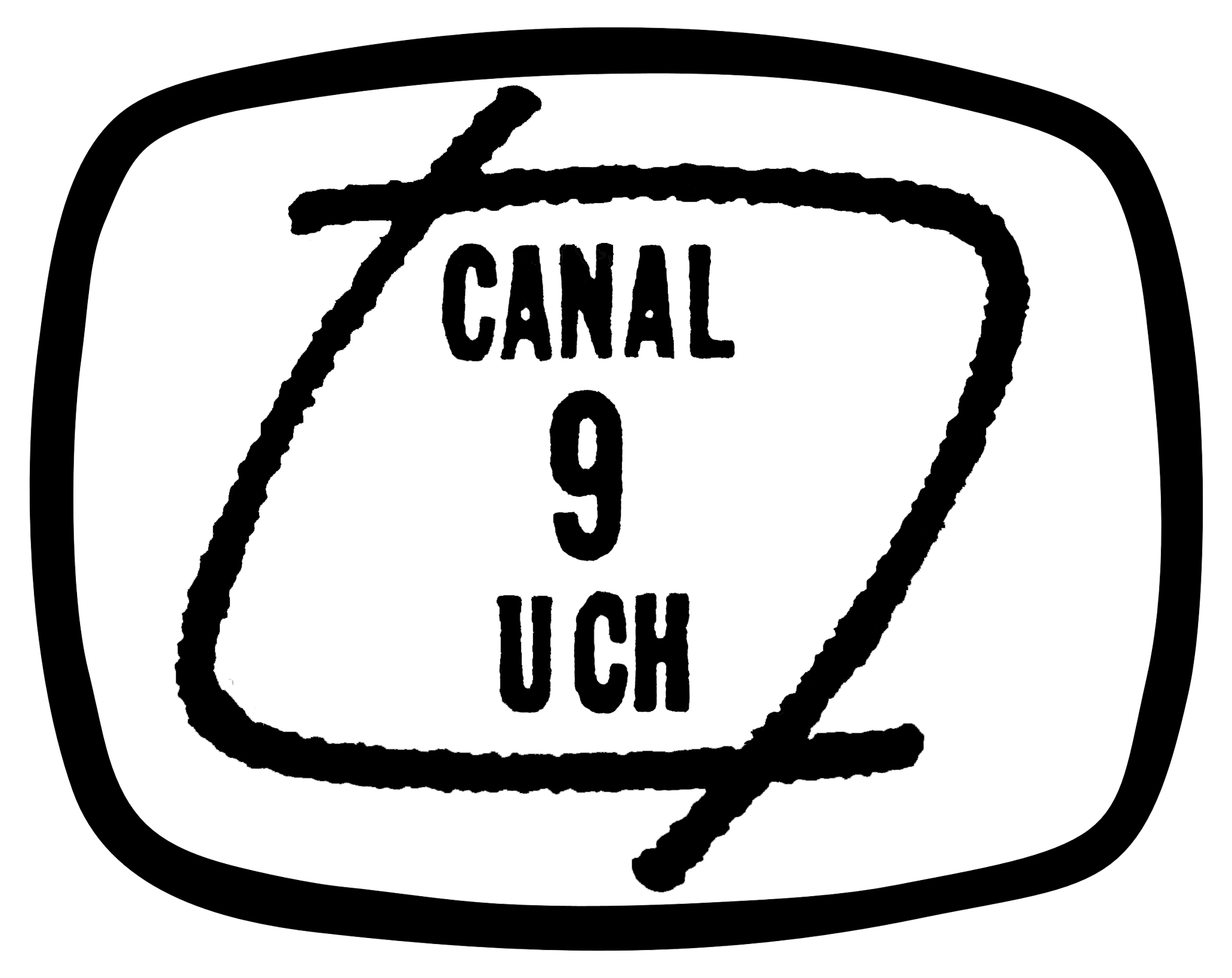
1962–1964
1964–1970
1970–1972
1972–1975
1975–1978
1978–1980
1980–1991
1991–1992
1992–1993
1993–1998
2006–2014
2015–2018
Seit 2018